# Zabrež
Zabrež je naselje u slovenskoj Općini Laškom. Zabrež se nalazi u pokrajini Štajerskoj i statističkoj regiji Savinjskoj. 

## Stanovništvo
Prema popisu stanovništva iz 2002. godine naselje je imalo 19 stanovnika.